# Lisignano
Lisignano (in croato Ližnjan; in istroveneto Lisignan) è un comune della Croazia di 3 916 abitanti nella parte meridionale dell'Istria, a pochi chilometri da Pola, che si affaccia sul golfo del Quarnero, nel mare Adriatico, con ben 28 km di coste rocciose, quasi completamente incontaminate.

È un comune abbastanza recente, essendo stato istituito nel 1993 con il distacco del suo territorio dal Comune-Città di Pola.
  
Nella parte nordovest del comune si trova l'Aeroporto di Pola (Zračna Luka Pula).

## Località
Il comune di Lisignano è diviso in 5 principali insediamenti storici (naselja):
| - Altura di Nesazio (Valtura): 840 ab. - Giadreschi (Jadreški): 502 ab. - Lisignano (Ližnjan), sede comunale: 1.303 ab. - Monticchio Polesano (Muntić): 403 ab. - Sissano (Šišan): 840 ab. |

## Società

### Etnie e minoranza straniere
Secondo il censimento del 1921, la popolazione di Lisignano era così distribuita etnicamente:
| paese      | italiani | croati | sloveni | stranieri |
| ---------- | -------- | ------ | ------- | --------- |
| Sissano    | 931      | 27     | 0       | 0         |
| Lisignano  | 338      | 483    | 2       | 2         |
| Monticchio | 0        | 280    | 1       | 0         |
| Giadreschi | 26       | 290    | 0       | 0         |
| Altura     | 19       | 904    | 0       | 0         |

Oggi, oltre alla maggioranza croata e la storica comunità italiana, esistono piccole minoranze straniere costituite da serbi, bosgnacchi, albanesi, sloveni e rom, insediatisi nel territorio a partire dal periodo jugoslavo.

### La presenza autoctona di italiani
Sul territorio è presente una comunità di italiani autoctoni che rappresentano una minoranza residuale di quelle popolazioni romanze che abitarono per secoli la penisola dell'Istria, le coste e le isole del Quarnaro e della Dalmazia, territori che in larga parte appartennero anche alla Repubblica di Venezia.
 
La presenza degli italiani nel territorio di Lisignano è drasticamente diminuita in seguito all'esodo giuliano dalmata, che avvenne dopo la seconda guerra mondiale e che fu anche cagionato dai "massacri delle foibe".
Fino al 1947, gli italiani erano la quasi totalità degli abitanti di Sissano, storicamente il centro principale del territorio, dove parlavano l'antico dialetto istrioto. Inoltre, costituivano una significativa minoranza nei centri di Lisignano ed Altura.

Dopo gli stravolgimenti della seconda guerra mondiale, rimane ancora un cospicuo nucleo d'italiani a Sissano (dove si riuniscono nella sede della locale Comunità degli Italiani di Sissano), centro in cui vige il pieno bilinguismo ufficiale croato/italiano e dove ha sede pure una scuola elementare italiana, e pochi altri distribuiti tra Lisignano e le altre frazioni.

Il dialetto istrioto sissanese, per quanto ancora utilizzato in particolare dalle generazioni più anziane, è in forte e rapido declino, anche se non mancano in anni recenti iniziative volte alla sua salvaguardia e valorizzazione, prima fra tutte il Festival dell'Istrioto, che si svolge annualmente a Sissano e coinvolge tutte le 6 comunità istriote della regione.

### Lingue e dialetti
2001 
| %      | Ripartizione linguistica (gruppi principali) |
| ------ | -------------------------------------------- |
| 88,29% | madrelingua croata                           |
| 8,05%  | madrelingua italiana                         |

2011 
| %      | Ripartizione linguistica (gruppi principali) |
| ------ | -------------------------------------------- |
| 89,58% | madrelingua croata                           |
| 5,30%  | madrelingua italiana                         |